# ایستگاه فضایی بین‌المللی
ایستگاه فضایی بین‌المللی (به انگلیسی: International Space Station) یک ایستگاه فضایی است که با مشارکت بیش از ۱۵ کشور ساخته می‌شود. این ایستگاه فضایی در مدار نزدیک زمین و در ارتفاع ۳۳۰ تا ۴۳۵ کیلومتری از سطح زمین در حرکت است. سرعت آن در مدار برابر ۲۷٬۶۰۰ کیلومتر بر ساعت است. این ایستگاه هر ۹۳ دقیقه یک مرتبه به دور زمین می‌چرخد که در مجموع، ۱۵/۵ مرتبه مدارگردی روزانه اطراف زمین می‌شود؛ این ایستگاه فضایی با مانورهای «تجدید ارتفاع» با استفاده از موتورهای زیوزدا (ماژول ایستگاه فضایی)، پیوسته مدار خود را در ارتفاع بین ۳۳۰ و ۴۳۵ کیلومتر (۲۰۵ و ۲۷۰ مایل)، حفظ می‌کند. این به معنی طی کردن ۱۵٫۵۴ مدار در روز است.
بیشتر بخش‌های اصلی این ایستگاه فضایی ساخته شده اما تا سال‌های پایانی دهه کنونی چند بخش جدید به آن افزوده خواهد شد. پس از تکمیل، ایستگاه فضایی بین‌المللی ۴۵۰ تُن وزن خواهد داشت، و ۱۲۰۰ متر مکعب فضای کار، پژوهش و زندگی برای فضانوردان فراهم خواهد آورد. ایستگاه فضایی بین‌المللی سومین شیء نورانی در آسمان است که با چشم غیرمسلح دیده می‌شود.
این ایستگاه محصول همکاری مشترک سازمان ناسا، سازمان فضایی روسیه، سازمان فضایی اروپا، سازمان فضایی ژاپن، و سازمان فضایی کانادا است. سازمان فضایی برزیل از طریق همکاری با ناسا با این برنامه مشارکت می‌کند. سازمان فضایی ایتالیا، هم به عنوان یک عضو فعال در سازمان فضایی اروپا، و هم به‌طور مستقل در برنامه ایستگاه فضایی مشارکت می‌کند. سازمان فضایی چین نیز علاقه خود را برای پیوستن به جمع مشارکت‌کنندگان، به ویژه از طریق همکاری با سازمان فضایی روسیه اعلام داشته است.
ایستگاه فضایی بین‌المللی در حقیقت ترکیبی از چندین پروژه فضایی است که قبلاً توسط کشورهای مختلف برنامه‌ریزی شده بود. از جمله این برنامه‌ها می‌توان به ایستگاه فضایی میر-۲ (روسیه)، ایستگاه فضایی آزادی (آمریکا)، آزمایشگاه فضایی کلمبوس (اروپا) و آزمایشگاه فضایی کیبو (ژاپن) اشاره کرد.
ایستگاه فضایی بین‌المللی پس از ایستگاه‌های سالیوت، آلماز و میر روسیه، و ایستگاه اسکای‌لب آمریکا، نهمین ایستگاه فضایی سرنشین‌دار در مدار زمین است. آبان سال ۱۳۹۴ پانزدهمین سالگرد زندگی بی‌وقفهٔ فضانوردان در ایستگاه فضایی بین‌المللی بود. این ایستگاه رکورد ۱۰ سالهٔ زندگی و کار پیوستهٔ انسان‌ها در فضا را که متعلق به ایستگاه میر بود شکست. همچنین در این مدت رکورد طولانی‌ترین اقامت بی‌وقفه در فضا نیز که تا پیش از آن متعلق به ایستگاه میر بود، شکسته شد.
حضور فضانوردان در ایستگاه فضایی بین‌المللی از آغاز نخستین مأموریت در ۱۲ آبان ۱۳۷۹ تاکنون بدون وقفه ادامه داشته است.
این ایستگاه در حال حاضر ظرفیت شش سرنشین دائمی را دارا است، اگرچه هنگام اتصال فضاپیماها و ورود اردوهای جدید، تعداد فضانوردان درون ایستگاه به‌طور موقت تا بیش از ۱۰ نفر هم افزایش می‌یابد. دو فروند فضاپیمای سایوز هر یک با ظرفیت ۳ نفر به‌طور دائمی برای تخلیه اضطراری ایستگاه در هنگام خطر به آن متصلند. در ابتدای کار ایستگاه، سرنشینان آن از سازمان‌های فضایی روسیه و آمریکا انتخاب می‌شدند، تا اینکه در ژوئیه ۲۰۰۶ یک فضانورد آلمانی سازمان فضایی اروپا، در قالب اردوی ۱۳ به ایستگاه فضایی بین‌المللی سفر کرد. تاکنون روی هم رفته فضانوردانی از ۱۷ کشور جهان در این ایستگاه اقامت کرده‌اند؛ این تعداد شامل ۵ توریست فضایی نیز هست؛ انوشه انصاری، فضانورد ایرانی، در روز ۲۷ شهریور ۱۳۸۵ به ایستگاه فضایی بین‌المللی وارد شد و ۹ روز در آن اقامت داشت.
در حال حاضر فضاپیماهای سایوز، پروگرس، فضاپیمای ترابری خودکار، فضاپیمای ترابری اچ-۲، فضاپیمای دراگن و فضاپیمای سیگنوس، اسپیس‌اکس دراگن ۲ مسئولیت رساندن سرنشین، خدمات و پشتیبانی را به ایستگاه فضایی بر عهده دارند. مأموریت‌های پشتیبانی شاتل فضایی در پی بازنشسته شدن شاتل‌ها در سال ۲۰۱۱ به پایان رسید. از فضاپیمای ترابری دراگن نه تنها برای فرستادن بار به ایستگاه، بلکه برای بازگرداندن بار و نتایج آزمایش‌ها از ایستگاه به زمین نیز استفاده می‌شود؛ دیگر فضاپیماهای ترابری به گونه‌ای طراحی شده‌اند که در راه بازگشت، به همراه بارِ خود –که عموماً زباله‌های ایستگاه است– در جو زمین بسوزند و از بین بروند.
تکمیل ساخت ایستگاه فضایی بین‌المللی برای پایان دهه جاری میلادی برنامه‌ریزی شده است. تخمین زده می‌شود که جمع هزینه‌های این ایستگاه از آغاز ساخت تا پایان بیش از ۱۰۰ میلیارد یورو باشد. به این ترتیب، ایستگاه فضایی بین‌المللی پرهزینه‌ترین دستگاه ساخته شده در طول تاریخ بشر است. مالکیت و حق استفاده از ایستگاه در پیمان‌نامه‌های بین کشوری تشریح شده است. ایستگاه بین‌المللی فضایی به‌طور کلی شامل دو بخش است: بخش روسی مداری، و بخش آمریکایی مداری. فضاپیماهای کشورهای دیگر به یکی از این دو بخش متصل می‌شوند و همه فضانوردان بر اساس پیمان‌نامه‌های همکاری چندجانبه از این دو بخش استفاده می‌کنند. تا سال ۱۳۹۳ (ژانویه ۲۰۱۴) سازمان ناسا به نگهداری بخش مداری آمریکایی تا سال ۲۰۲۴ متعهد شده بود.
سازمان فضایی روسیه از ادامه کار ایستگاه فضایی بین‌المللی تا سال ۲۰۲۴ حمایت کرده، و در صورت عدم تمایل آمریکا به ادامه فعالیت مشترک پس از آن تاریخ، طرحی برای استفاده از بخش مداری روسی در ساخت ایستگاه جدیدی به نام OPSEK در نظر دارد. ایستگاه فضایی بین‌المللی معمولاً با مخفف نام انگلیسی آن یعنی ISS نامیده می‌شود.

## ویژگی‌ها و اهداف

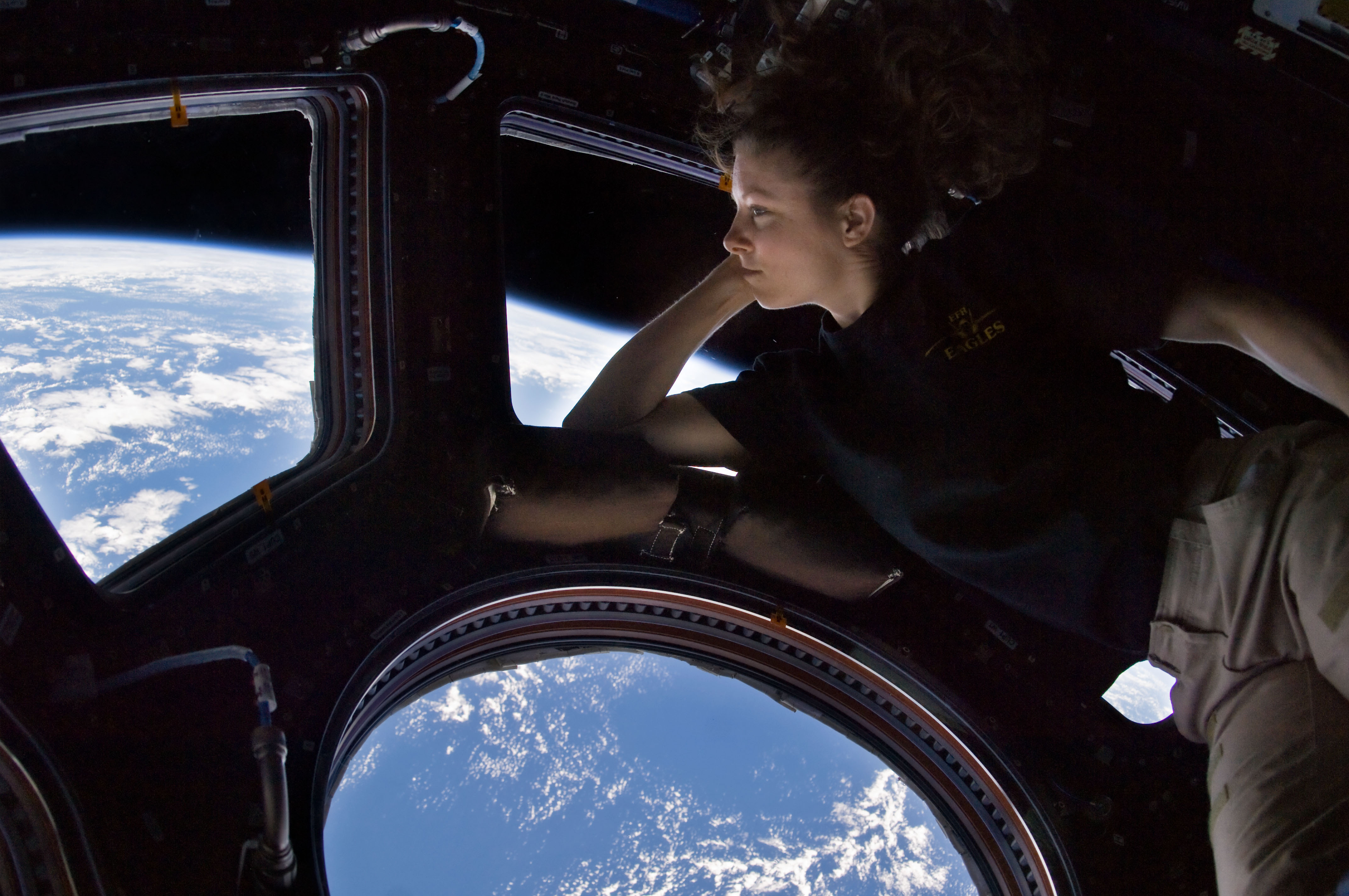
تریسی کالدول در کوپولا

ایستگاه فضایی بین‌المللی تشکیلات فضایی و سرنشین‌دار بزرگی است که در مدار نزدیک زمین قرار دارد. این ایستگاه از چندین بخش تشکیل شده که توسط کشورهای مختلف ساخته شده‌اند و تکمیل آن تا سال ۲۰۱۵ ادامه خواهد داشت. اولین بخش ایستگاه در ۲۹ آبان ۱۳۷۷ (۲۰ نوامبر ۱۹۹۸) به مدار زمین پرتاب شد، و دو سال بعد در ۱۲ آبان ۱۳۷۹ (۲ نوامبر ۲۰۰۰) با ورود اولین اردوی فضانوردان، استفاده مفید از ایستگاه آغاز گشت. علاوه بر خودِ ایستگاه مداری، تشکیلات زمینی کنترل پرواز در کشورهای مختلف، عملیات ایستگاه فضایی را زیر نظر دارند.
کاربردهای اصلی ایستگاه فضایی بین‌المللی عبارتند از:
- آزمایشگاه فضایی برای انجام پژوهش‌های نوین، پژوهش‌ها و آزمایش‌هایی که انجام آن‌ها روی زمین به علت وجود جاذبه ممکن نیست یا با دشواری‌هایی همراه است؛[۳۰]
- رصدخانه دائمی در مدار زمین، برای رصد کردن زمین، خورشید، منظومه شمسی و کیهان؛
- مرکز حمل و نقل مداری که می‌توان در آن فضاپیماها، بار و قطعات گوناگون را گردآوری کرد، و پس از مونتاژ و تنظیم، آن‌ها را به مقصد مورد نظر فرستاد؛
- مرکز سرویس برای تعمیر، نگهداری، و تنظیم فضاپیماها و ماهواره‌ها در مدار زمین؛
- مرکز ساخت و ساز برای مونتاژ و نصب سازه‌های بزرگ فضایی؛
- مرکز همکاری پژوهشی با بخش خصوصی در زمینه مهندسی هوافضا با هدف پیشبرد فناوری فضایی و تشویق بیشتر بخش خصوصی به سرمایه‌گذاری در آن.

عمر عملیاتی ایستگاه فضایی بین‌المللی که برای استفاده تا سال ۲۰۲۰ میلادی برنامه‌ریزی شده‌بود احتمالاً تا بیش از نیمهٔ دههٔ آینده نیز ادامه خواهد یافت. با این حال، این ایستگاه فضایی حتی دو سال پیش از تکمیل یعنی در سال ۲۰۰۸، رکورددار بزرگ‌ترین ایستگاه ساخته شده در مدار زمین در طول تاریخ فضانوردی شد. تخمین زده می‌شود که جمع هزینه‌های این ایستگاه از آغاز ساخت تا پایان بیش از ۱۰۰ میلیارد یورو باشد. به این ترتیب، ایستگاه فضایی بین‌المللی پرهزینه‌ترین دستگاه ساخته شده در طول تاریخ بشر است. مشارکت‌کنندگان در این پروژه، چنین هزینه گزافی را برای رسیدن به دستاوردهایی بزرگ و درازمدت پرداخت می‌کنند؛ مشارکت در این پروژه باعث می‌شود که در این کشورها بودجه کلانی برای پیشبرد تحقیقات و تولید با استفاده از فناوری‌های پیشرفته اختصاص یابد، «دانش و اطلاعات» به عنوان زیرساختار توسعه آن جوامع نهادینه شود، و تبادل دانش، تجربه، فرهنگ و فناوری از طریق مشارکت در این برنامه بین‌المللی به‌دست آید.
کشورهای سازنده بخش‌های اصلی ایستگاه (تا پایان پروژه) عبارتند از: روسیه (۶ بخش)، آمریکا (۴ بخش)، اروپا (۳ بخش)، ژاپن (۲ بخش)، کانادا (۲ بخش)، ایتالیا به‌طور مستقل (یک بخش)، به همراه دو بخش که یکی ساخت مشترک آمریکا و روسیه و دیگری ساخت مشترک اروپا و ایالات متحده آمریکا است.
شاتل‌های فضایی، سایوز و پروگرس از آغاز برای حمل و نقل فضانوردان و بار به ایستگاه فضایی بین‌المللی استفاده می‌شدند. فضاپیمای ترابری خودکار از ۱۹ اسفند ۱۳۸۶ به ناوگان فضاپیماهای پشتیبانی ایستگاه پیوست. ناوگان شاتل‌های فضایی ناسا که از آغاز برنامه نقش عمده‌ای در ساخت و پشتیبانی ایستگاه فضایی داشت، در پی فاجعه انفجار فضاپیمای کلمبیا در ژوئیه ۲۰۱۱ بازنشسته شد. فضاپیمای ترابری ژاپنی اچ-۲ از سپتامبر ۲۰۱۱ به ناوگان پشتیبانی ایستگاه پیوست. جدیدترین فضاپیمای پشتیبانی ایستگاه، دراگن است که توسط شرکت خصوصی اسپیس‌اکس ساخته می‌شود.

## تولد ایستگاه فضایی بین‌المللی

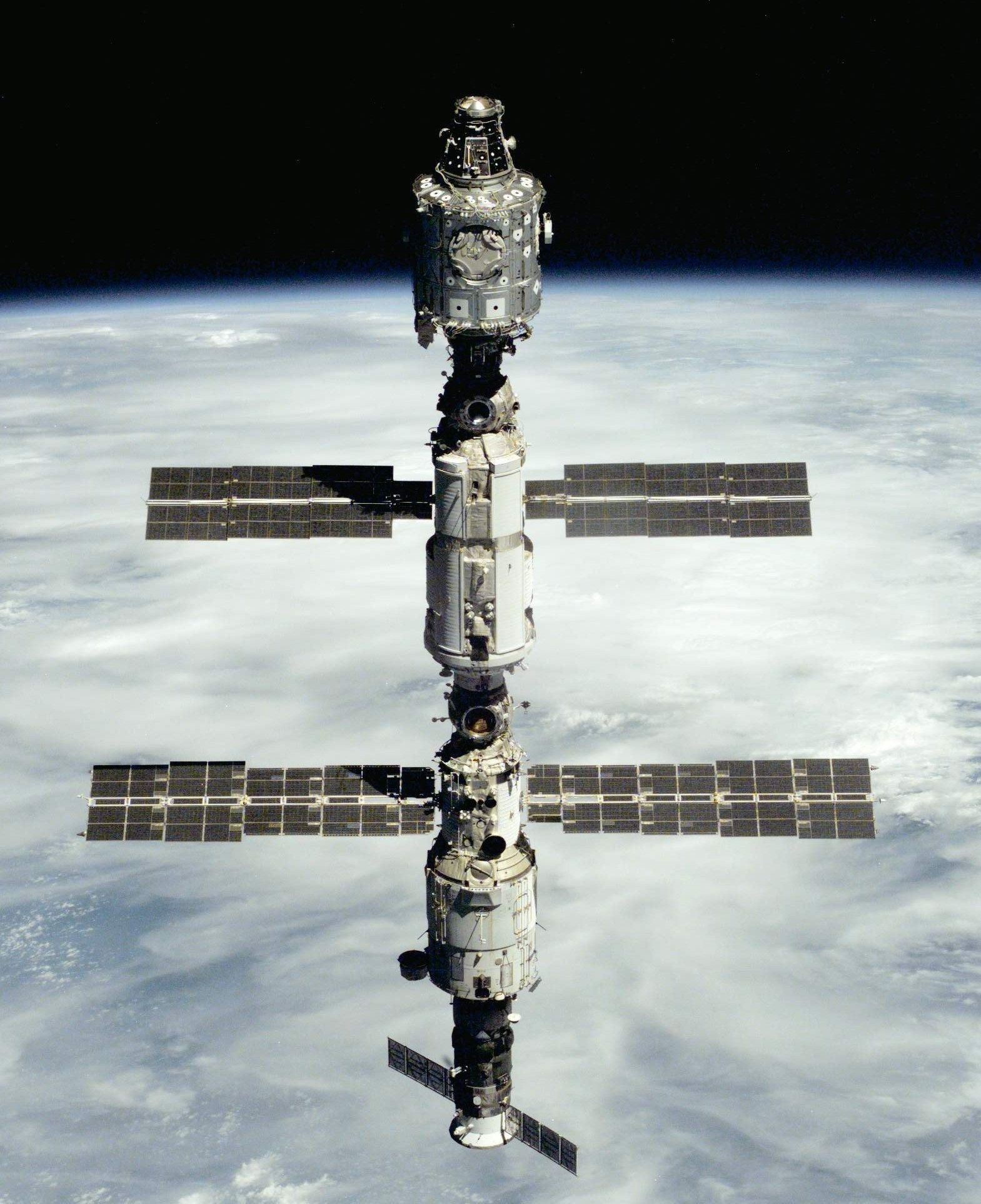
زاریا (وسط)، یونیتی (بالا) و زیوزدا (پایین) هستهٔ قابل سکونت ایستگاه فضایی بین‌المللی را تشکیل دادند.

سنگ بنای ایستگاه فضایی بین‌المللی، بخش «زاریا» نام دارد و ساخت روسیه است. با پرتاب زاریا در روز ۲۹ آبان ۱۳۷۷ (۲۰ نوامبر ۱۹۹۸) توسط موشک پروتون از پایگاه فضایی بایکونور به مدار زمین، ایستگاه فضایی عملاً متولد شد.
بخش‌های دوم و سوم ایستگاه بخش آمریکایی یونیتی و بخش روسی زیوزدا هستند که به ترتیب در ۱۵ آذر ۱۳۷۷ (۶ دسامبر ۱۹۹۸) و ۲۲ تیر ۱۳۷۹ (۱۲ ژوئیه ۲۰۰۰) پس از پرتاب به مدار زمین، به بخش زاریا متصل شدند. اتصال این سه بخش به هم امکان زندگی و کار انسان را در ایستگاه فضایی بین‌المللی به وجود آورد، و متعاقب آن اردوی یکم فضانوردان شامل دو کیهان‌نورد روسی و یک فضانورد آمریکایی در روز ۱۲ آبان ۱۳۷۹ (۲ نوامبر ۲۰۰۰) وارد ایستگاه شدند.

## ساخت و مونتاژ ایستگاه در فضا
ساخت و مونتاژ ایستگاه فضایی بین‌المللی، چالش و فرایند بسیار پیچیده‌ای در زمینه مهندسی هوافضا است. در سال ۱۳۷۷ (۱۹۹۸ میلادی)، مونتاژ ایستگاه با قرار دادن بخش زاریا توسط پروتون در مدار زمین آغاز شد. دو هفته بعد، بخش یونیتی در مأموریت اس‌تی‌اس-۸۸ توسط شاتل فضایی اندور در مدار زمین قرار گرفت و به زاریا متصل گردید.
تقریباً یک سال و نیم پس از اتصال بخش یونیتی، بخش سرویس زیوزدا به ایستگاه اضافه شد. زیوزدا یکی از بخش‌های اصلی ایستگاه فضایی است، که با پیوستن آن به دو بخش قبلی، امکان زندگی، کار و پژوهش سه فضانورد در ایستگاه به وجود آمد.
پایان فرایند ساخت ایستگاه برای سال ۱۳۸۹ (۲۰۱۰ میلادی) برنامه‌ریزی شده است. پس از تکمیل، ایستگاه فضایی، نزدیک به ۱۲۰۰ متر مکعب فضا برای زندگی، کار و پژوهش فضانوردان، دارا خواهد بود.

## اردوهای ایستگاه فضایی بین‌المللی

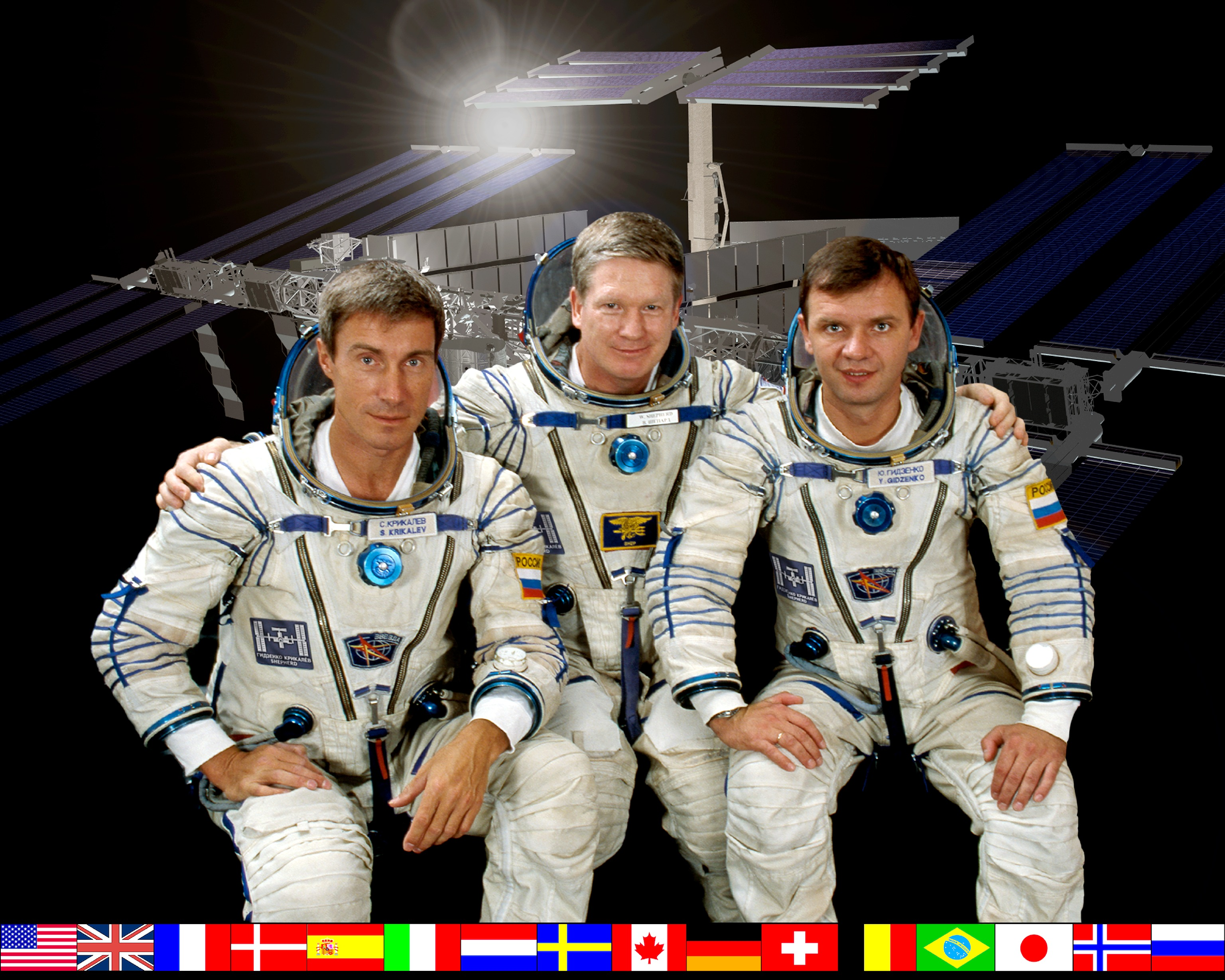
یوری گیدزنکو، ویلیام شپرد و سرگئی کریکالیوف، فضانوردان اردوی ۱ ایستگاه فضایی بین‌المللی

به گروهی از فضانوردان که به ایستگاه فضایی سفر و برای مدت و اهداف مشخصی در آن اقامت می‌کنند، «اردو» (به انگلیسی: Expedition) گفته می‌شود. هر اردو شامل سه فضانورد است و معمولاً حدود ۶ ماه به طول می‌انجامد. نام‌گذاری اردوها با شماره و به صورت «اردوی [شمارهٔ اردو]» انجام می‌شود.
بسته به توافق و برنامه، برخی از اردوها از فضاپیمای سایوز و برخی از شاتل فضایی برای رفتن به ایستگاه استفاده می‌کنند. در پایان هر اردو، سه فضانورد سوار بر فضاپیمای سایوز به زمین بازمی‌گردند و جای خود را به اردوی بعدی می‌دهند.
ایستگاه فضایی بین‌المللی تا تاریخ ۲۳ فروردین ۱۳۸۷ (۱۱ آوریل ۲۰۰۸) میزبان ۱۵۸ فضانورد بوده، و با این وصف رکورددار بیشترین تعداد مسافر در تاریخ فضانوردی است. با توجه به اینکه برخی فضانوردان بیش از یک بار به ایستگاه سفر کرده‌اند، تعداد کل بازدیدها از ایستگاه با احتساب تکرار به ۲۱۳ نوبت بالغ می‌شود. در مقابل، ایستگاه فضایی میر میزبان ۱۳۷ بازدید بوده است.

## بخش‌های پُرهوای ایستگاه
فشار هوای ایستگاه فضایی ۷۵۰ میلی‌متر جیوه است.
ایستگاه فضایی بین‌المللی پس از تکمیل دارای ۱۴ بخش خواهد بود که دارای فشار هوا و مناسب برای زندگی و کار انسان هستند. کل این مجموعه فضای مفیدی معادل ۱۲۰۰ متر مکعب فراهم خواهد آورد. این بخش‌ها شامل چندین آزمایشگاه، بخش‌های ویژه اتصال، محفظه‌های هوایی و واحدهای مسکونی هستند. بخش‌های ایستگاه فضایی بین‌المللی به وسیلهٔ شاتل فضایی، پروتون یا موشک سایوز به مدار زمین فرستاده می‌شوند.
جدول زیر شامل لیستی از تمام بخش‌های پُرهوای ایستگاه فضایی بین‌المللی است. این لیست هم بخش‌های فعلی در مدار زمین را دارا است، هم بخش‌هایی که قرار است تا سال ۲۰۱۰ و تکمیل ایستگاه به فضا فرستاده شوند.
| بخش                      | پرتاب          | پرتابه            | اتصال              | جرم           | کاربرد | تصویر (به تنهایی) | تصویر (در ایستگاه) |
| ------------------------ | -------------- | ----------------- | ------------------ | ------------- | --- | ----------------- | ------------------ |
| زاریا                    | ۲۹ آبان ۱۳۷۷   | پروتون            | ندارد (نخستین بخش) | ۱۹۳۲۳ کیلوگرم | تأمین نیروی الکتریکی، فضای انبار، نیروی پیشرانه، و ناوبری در مراحل آغازین فرایند مونتاژ ایستگاه. در حال حاضر از بخش درونی آن به عنوان انبار و از مخازن بیرونی آن برای ذخیره سوخت استفاده می‌شود. |                   |                    |
| یونیتی (گره ۱)           | ۱۳ آذر ۱۳۷۷    | شاتل (اس‌تی‌اس-۸۸)  | ۱۶ آذر ۱۳۷۷        | ۱۱۶۱۲ کیلوگرم | نخستین بخش آمریکایی ایستگاه، که با اتصال به زاریا امکان پهلو گرفتن بخش‌های دستینی، گره ۳، محفظه هوایی کوئست و بخش Z0 از سازهٔ ستون‌فقراتی را در ایستگاه فراهم کرد. |                   |                    |
| زیوزدا                   | ۲۲ تیر ۱۳۷۹    | پروتون            | ۵ مرداد ۱۳۷۹       | ۱۹۰۵۱ کیلوگرم | بخش خدمات ایستگاه، تأمین‌کننده سامانه‌های پشتیبانی زیست، فضای کار و زندگی برای سرنشینان، سامانه‌های کنترل جهت و مدار پرواز. با اتصال زیوزدا به دو بخش پیشین، برای نخستین بار امکان زندگی و کار فضانوردان در ایستگاه فضایی بین‌المللی فراهم شد. همچنین، زیوزدا دارای چند دریچه برای اتصال سایوز، پروگرس، و فضاپیمای ترابری خودکار است. |                   |                    |
| دستینی                   | ۱۹ بهمن ۱۳۷۹   | شاتل (اس‌تی‌اس-۹۸)  | ۲۲ بهمن ۱۳۷۹       | ۱۴۵۱۵ کیلوگرم | واحد تحقیقاتی اصلی آمریکا در ایستگاه؛ تأمین‌کننده سامانه‌های پشتیبانی زیست و فضای زندگی و کار برای سرنشینان |                   |                    |
| کوئست                    | ۲۱ تیر ۱۳۸۰    | شاتل (اس‌تی‌اس-۱۰۴) | ۲۳ تیر ۱۳۸۰        | ۶۰۶۴ کیلوگرم  | محفظهٔ هوایی اصلی در ایستگاه فضایی، که از آن برای آماده‌سازی فضانوردان برای راهپیمایی فضایی استفاده می‌شود. محفظه هوایی مشترک کوئست دارای سامانه‌های سازگار با لباس فضایی ارولان روسی و لباس فضایی ای‌ام‌یو آمریکایی است. فضانوردان پیش از آغاز راهپیمایی فضایی، مدتی را در این بخش می‌گذرانند تا بدن خود را به فشار هوای متفاوت از سایر بخش‌های ایستگاه عادت دهند، و با تنفس اکسیژن خالص، میزان گاز نیتروژن محلول در خون را تا حد ممکن پایین می‌آورند. |                   |                    |
| پیرس                     | ۲۳ شهریور ۱۳۸۰ | موشک سایوز        | ۲۵ شهریور ۱۳۸۰     | ۳۶۳۰ کیلوگرم  | بخش اتصالی پیرس چندین دریچه برای اتصال فضاپیماهای سایوز و پروگرس به ایستگاه دربردارد. فضانوردان می‌توانند از این بخش به عنوان محفظهٔ هوایی برای راهپیمایی فضایی با لباس فضایی اورلان روسی استفاده کنند. پیرس دارای فضای کافی برای ذخیره‌سازی لباس‌های اورلان است. |                   |                    |
| هارمونی (گره ۲)          | یکم آبان ۱۳۸۶  | شاتل (اس‌تی‌اس-۱۲۰) | ۲۳ آبان ۱۳۸۶       | ۱۳۶۰۸ کیلوگرم | بخش هارمونی (گره ۲) مرکز ابزار و ادوات مورد نیاز ایستگاه است. چهار قفسه در گره ۲ شامل زیرساختارهای الکترونیکی مرکزی برای تبادل داده در سراسر ایستگاه هستند. این بخش همچنین شامل ۶ دریچه استاندارد اتصال است که برای پهلو گرفتن بخش‌های غیر روسی به ایستگاه استفاده می‌شود. آزمایشگاه کلمبوس به یکی از این دریچه‌ها متصل شده است. در میان دریچه‌های هارمونی، فضایی به قطر ۱۲۷ سانتی‌متر برای عبور فضانوردان بین ایستگاه و بخش‌های متصل شده و نقل و انتقال محموله‌های بسته‌بندی شده وجود دارد. بخش پشتیبانی چندمنظوره و آزمایشگاه کیبو پس از پرتاب به مدار زمین به هارمونی متصل خواهند شد. |                   |                    |
| کلمبوس                   | ۱۸ بهمن ۱۳۸۶   | شاتل (اس‌تی‌اس-۱۲۲) | ۲۰ بهمن ۱۳۸۶       | ۱۲۸۰۰ کیلوگرم | واحد تحقیقاتی اصلی اروپا در ایستگاه؛ این بخش مجهز به ۱۰ قفسه با ابعاد استاندارد است. هرکدام از این قفسه‌ها با اندازه‌ای به بزرگی یک اتاقک تلفن، قابلیت پشتیبانی یک آزمایشگاه مستقل به همراه تمام تجهیزات آن را دارا است. این تجهیزات شامل واحدهای نیرودهنده، خنک‌کننده، و سیستم‌های ارتباط داده‌ای و ویدئویی به پژوهشگران مستقر در زمین است. |                   |                    |
| کیبو (۱)                 | ۲۱ اسفند ۱۳۸۶  | شاتل (اس‌تی‌اس-۱۲۳) | ۲۲ اسفند ۱۳۸۶      | ۴۲۰۰ کیلوگرم  | اولین قسمت از آزمایشگاه فضایی کیبو «بخش پشتیبانی آزمایش‌ها» (JEM-ELM) نام دارد، و شامل انبار و قفسه‌بندی لازم برای ابزار و وسایل آزمایشگاهی است. در بیرون این قسمت چند فضا برای انجام آزمایش‌ها در خلاء فضا در نظر گرفته شده است. |                   |                    |
| کیبو (۲)                 | ۵ خرداد ۱۳۸۷   | شاتل (اس‌تی‌اس-۱۲۴) | نامشخص             | ۱۵۹۰۰ کیلوگرم | قسمت دوم آزمایشگاه فضایی کیبو «بخش آزمایشگاهی» (ELM-PM) نام دارد. این بخش دارای فشار هوا است و فضانوردان می‌توانند در آن به انجام آزمایش‌ها مورد نظر بپردازند. این بخش مجهز به ۱۰ قفسه با ابعاد استاندارد است. |                   |                    |
| بخش آزمایشگاهی چندمنظوره | آذر ۱۳۸۹       | پروتون            | نامشخص             | ۲۱۳۰۰ کیلوگرم | هنوز پرتاب نشده واحد تحقیقاتی اصلی روسیه در ایستگاه؛ تأمین‌کننده سامانه‌های پشتیبانی زیست و فضای زندگی، کار و استراحت برای سرنشینان، به اضافه دریچه‌های اتصال برای نقل و انتقال بار. این بخش همچنین مجهز به تجهیزات کنترل جهت ایستگاه فضایی است که می‌توان از آن‌ها در صورت بروز مشکل در سامانه‌های اصلی استفاده کرد. |                   |                    |
| بخش باری اتصالی ۱        | ۲۰۱۰           | شاتل (اس‌تی‌اس-۱۳۱) | نامشخص             | ۴۷۰۰ کیلوگرم  | از این بخش در ابتدا برای حمل بار و ابزارآلات از زمین به ایستگاه، و سپس بیشتر به عنوان انبار استفاده خواهد شد. در راستای تعهدات طرف آمریکایی در چهارچوب برنامه ایستگاه فضایی بین‌المللی، حمل این بخش به مدار زمین توسط ناسا (به جای روسیه) انجام خواهد گرفت. |                   |                    |
| گره ۳                    | ۱۹ بهمن ۱۳۸۸   | شاتل (اس‌تی‌اس-۱۳۰) | یونیتی             | ۱۳۰۰۴ کیلوگرم | گره ۳ آخرین بخش آمریکایی ایستگاه است. این بخش دارای سامانه‌های پیشرفته برای پشتیبانی زیست، از جمله دستگاه تولیدکننده اکسیژن و بازیافت آب است. گره ۳ دارای چندین دریچه پهلوگیری است که برای اتصال فضاپیماهای سرنشین‌دار و باری مورد استفاده قرار خواهد گرفت. بخش کوپولا نیز به گره ۳ متصل شده است. |                   |                    |
| کوپولا                   | ۱۹ بهمن ۱۳۸۸   | شاتل (اس‌تی‌اس-۱۳۰) | گره ۳              | ۱۸۰۰ کیلوگرم  | کوپولا بخشی است که به عنوان برج مراقبت و نظارت ایستگاه عمل می‌کند. پنجره‌های بزرگ این بخش به فضانوردان امکان تماشای مستقیم عملکرد بازوهای روباتی و مانور فضاپیماهای نزدیک به ایستگاه را می‌دهد. از کوپولا برای رصد کردن زمین نیز استفاده می‌گردد. پنجره‌های کوپولا دارای درپوش‌های ویژه‌ای هستند که آن‌ها را از صدمهٔ خرده‌شهاب‌سنگ‌ها محافظت خواهند کرد. |                   |                    |
| بخش باری اتصالی ۲        | نامشخص         | موشک سایوز        | نامشخص             |               | هنوز پرتاب نشده! طرح ساخت این بخش به‌تازگی توسط روسکاسموس ارائه شده، و به احتمال زیاد دارای کاربردی شبیه بخش باری اتصالی ۱ خواهد بود. |                   |                    |

در شمارش بخش‌ها، دو قسمت آزمایشگاه کیبو یه عنوان یک بخش شمرده شده‌اند.

## سامانه‌های اصلی ایستگاه فضایی بین‌المللی

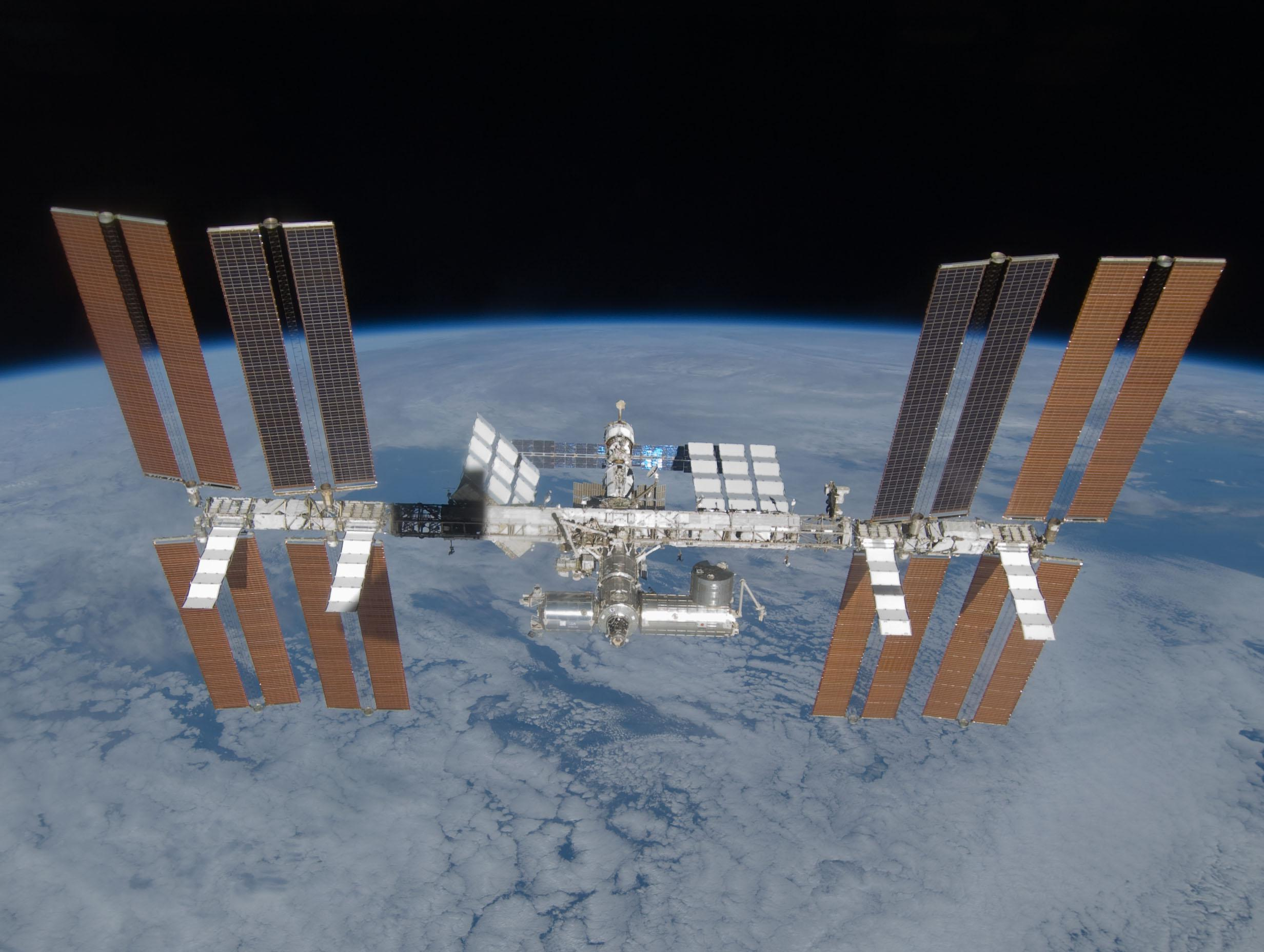
منبع اصلی تأمین نیرو در ایستگاه فضایی بین‌المللی، انرژی خورشیدی است.

### منبع نیرو
منبع نیروی الکتریکی ایستگاه فضایی بین‌المللی انرژی خورشیدی است. انرژی خورشیدی ابتدا فقط توسط صفحات خورشیدی متصل به بخش‌های روسی ایستگاه یعنی زاریا و زیوزدا تأمین می‌شد. بخش‌های روسی ایستگاه از جریان برق مستقیم ۲۸ ولتی بهره می‌برند. (سامانه برق فضاپیمای شاتل نیز همینگونه است)
آرایه صفحات خورشیدی دارای طولی معادل ۵۸ متر و سطحی برابر ۳۷۵ متر مربع است. این صفحات با حرکت‌های دورانی و چرخشی، خود را برای گرفتن بیشترین مقدار نور از خورشید تنظیم می‌کنند.
پس از توسعه ایستگاه و نصب بخش‌ها و سازه‌های جدید، صفحات خورشیدی متصل به ستون فقرات ایستگاه، با تولید برق مستقیم ۱۳۰ تا ۱۸۰ ولتی، برق مورد نیاز بخش‌های دیگر را با تأمین می‌کنند. این برق پس از دریافت از سامانه انرژی خورشیدی، در سراسر ایستگاه با ولتاژ ۱۶۰ ولت (مستقیم) پخش می‌شود و در صورت نیاز به صورت ۱۲۴ ولت (مستقیم) در اختیار فضانوردان قرار می‌گیرد. تبادل نیروی الکتریکی با توان و ولتاژ متفاوت بین بخش‌های مختلف ایستگاه به‌وسیله ترانسفورماتور انجام می‌شود.
در تاریخ ۲۰ مارس ۲۰۰۹ میلادی، قسمت چهارم و نهایی صفحات خورشیدی ایستگاه (حاوی دو بال) با هدایت کنترل‌کننده‌های زمینی باز و آماده کار شدند. به این ترتیب ایستگاه بین‌المللی فضایی، ده سال پس از شروع عملیات مونتاژ، با نصب آخرین صفحات خورشیدی به حداکثر ظرفیت الکتریکی خود دست‌یافت.

### پشتیبانی زندگی
در ایستگاه فضایی بین‌المللی، نظارت بر فشار هوا، میزان اکسیژن، آب، و اطفاء حریق توسط «سامانه کنترل محیط و پشتیبانی زندگی» انجام می‌گیرد. کنترل هوای قابل تنفس (اتمسفر) داخل ایستگاه فضایی بین‌المللی مهم‌ترین وظیفه این سامانه است. وظیفه تولید اکسیژن در ایستگاه به عهده دستگاهی موسوم به الکترون است. الکترون نه تنها هوای درون ایستگاه را تصفیه می‌کند، بلکه با روش الکترولیز اکسیژن و هیدروژن را از آب مصرف‌شده در ایستگاه جدا کرده، اکسیژن را به اتمسفر ایستگاه برمی‌گرداند و هیدروژن را در فضا تخلیه می‌نماید. روش اصلی تصفیه هوای داخل ایستگاه در دستگاه الکترون، استفاده فیلترهایی مجهز به زغال فعال است.
در کنار آن، تمام آب مصرف شده در ایستگاه ذخیره و بازیابی می‌شود. فاضلاب ایستگاه شامل پسماند و پیشاب سرنشینان از دستشویی‌ها و حمام، و بخار آب داخل ایستگاه جمع‌آوری شده، پس از تصفیه مجدداً آب خالص از آن بازیافته می‌شود و مورد استفاده قرار می‌گیرد.
فضای داخلی ایستگاه فضایی بین‌المللی نسبت به ایستگاه روسی میر بسیار بزرگ‌تر و کم‌سروصداتر است.
در آی‌اس‌اس پنجره‌های بیشتری نیز برای مشاهده زمین و محیط فضا جاسازی شده‌اند.

### کنترل جهت
جهت پرواز مداری ایستگاه فضایی بین‌المللی توسط یکی از دو سامانه موجود کنترل می‌شود. یکی از سامانه‌ها دارای چندین ژیروسکوپ کنترل‌کنندهٔ اندازهٔ حرکت زاویه‌ای (CMG) است که در حالت عادی جهت حرکت ایستگاه را تنظیم می‌کند. در صورتی که اشباع شدن سامانه CMG آن را از انجام کار بازدارد، سامانه کنترل جهت روسی، به‌طور خودکار کنترل ایستگاه را در دست می‌گیرد. این سامانه با استفاده از پیشرانه‌های موجود در بخش‌های روسی، جهت ایستگاه را ثابت نگه می‌دارد.

### کنترل ارتفاع
ارتفاع ایستگاه فضایی بین‌المللی از سطح زمین بین ۳۳۰ کیلومتر تا ۴۳۵ کیلومتر در تغییر است. ارتفاع پایین‌تر معمولاً برای اتصال شاتل با محموله سنگین، و ارتفاع حداکثر ۴۳۵ کیلومتر برای اتصال فضاپیمای پشتیبانی سایوز حامل سرنشینان به ایستگاه مناسب است. به دلیل نیروی گرانش زمین، و اصطکاک جزئی ولی دائمی با اتمسفر بسیار رقیق لایه‌های فوقانی جو، ارتفاع ایستگاه فضایی بین‌المللی حدود ۲٫۵ کیلومتر در ماه کاهش می‌یابد. به همین علت ارتفاع ایستگاه باید چندین مرتبه در سال اصلاح گردد. این اصلاح ارتفاع توسط پیشرانه‌های موجود در بخش زیوزدا، و همچنین پس از اتصال شاتل، پروگرس و فضاپیمای ترابری خودکار با استفاده از پیشرانه‌های آن‌ها میسر است. اصلاح ارتفاع حدود ۳ ساعت (دو گردش مداری دور زمین) به طول می‌انجامد.

## تاریخچه

ایستگاه فضایی سالیوت-۷ یکی از ایستگاه‌های نسل دوم شوروی بود.

### ایستگاه‌های فضایی شوروی
پیشینه ایستگاه فضایی بین‌المللی به دوران جنگ سرد و مسابقه فضایی بازمی‌گردد. در این دوره، اتحاد شوروی با ساخت سه نسل ایستگاه فضایی در مدار زمین، پیشگام سکونت دائمی انسان در فضا و استفاده از فناوری فضایی بود. از سال ۱۹۷۱ تا ۱۹۸۲ میلادی شوروی با موفقیت هفت ایستگاه فضایی نسل اول و دوم سالیوت و آلماز را در مدار زمین ساخته و راه‌اندازی کرد. در سال ۱۹۸۶ نسل سوم ایستگاه فضایی یعنی ایستگاه میر در مدار زمین ساخته شد. بر اساس برنامه‌ریزی سازمان فضایی شوروی، این روند با ساخت ایستگاه فضایی عظیم نسل چهارم با نام میر-۲ در سال ۱۹۹۳ وارد مرحله جدیدی می‌شد. اما با فروپاشی شوروی و بحران مالی دهه ۱۹۹۰ در روسیه، ابعاد برنامه ایستگاه میر-۲ به دلیل کسر بودجه کاهش یافت، و با لغو پروازهای شاتل بوران، پروژه ایستگاه فضایی میر-۲ با تاخیرات پی در پی مواجه گشت. در سال ۱۹۹۲ سازمان‌های فضایی روسیه و اروپا مذاکراتی برای همکاری مشترک در ساخت و توسعه ایستگاه فضایی میر-۲ آغاز کردند.

### طرح ایستگاه فضایی آزادی
در همین حال در دهه ۱۹۸۰ میلادی، ایالات متحده برای رقابت با ایستگاه‌های فضایی سالیوت و میر شوروی، طرحی برای ساخت ایستگاه فضایی در دست داشت. این طرح رسماً در ۵ بهمن ۱۳۶۲ (۲۵ ژانویه ۱۹۸۴) توسط رونالد ریگان رئیس‌جمهور وقت ایالات متحده اعلام شد. در سال ۱۹۸۸، ریگان رسماً این ایستگاه را «آزادی» نام نهاد. ایستگاه فضایی آزادی دومین برنامه ساخت ایستگاه فضایی آمریکا پس از اسکای‌لب بود، و پس از فشار کنگره و کاهش بودجه اولیه، مبلغ ۱۲٫۲ میلیارد دلار در مارس ۱۹۸۷ برای توسعه برنامه تخصیص داده شد. علی‌رغم برنامه‌ریزی‌های اولیه، با کاهش پی در پی بودجه و افزایش هزینه‌های مورد نیاز برای ساخت ایستگاه، ناسا چندین بار وادار به بازبینی ابعاد طرح شد و برنامه ساخت ایستگاه با تأخیر طولانی مواجه گشت. فاجعه انفجار فضاپیمای چلنجر، افزایش هزینه‌های عملیاتی ناوگان شاتل فضایی، و تردید نسبت به امنیت پرواز آن، ضربه دیگری بر این پروژه وارد کرد. سر انجام در سال ۱۹۹۰ برنامه ساخت ایستگاه فضایی آزادی زیر بار خود کمر خم کرد و علی‌رغم تلاش ناسا برای بازبینی آن، به‌طور کلی لغو شد.

### همکاری پس از پایان جنگ سرد
پس از پایان جنگ سرد و از سال ۱۹۹۰، دولت‌های آمریکا و روسیه گفتگوهایی را برای تلفیق تلاش‌هایشان برای ساخت ایستگاه فضایی جدید آغاز کردند. در تابستان سال ۱۹۹۳ دولت‌های آمریکا و روسیه برای تلفیق پروژه ایستگاه‌های فضایی میر-۲ و آزادی به توافق اولیه دست یافتند. سپس موافقت شد که برنامه‌های ساخت ابزار و آزمایشگاه‌های فضایی ژاپن و سازمان فضایی اروپا نیز در این برنامه گنجانده شود. با ترکیب طرح‌های پیشین، توافق نهایی برای ساخت ایستگاه فضایی در ۱۰ آبان ۱۳۷۲ (۱ نوامبر ۱۹۹۳) حاصل شد. طرح ایستگاه فضایی بین‌المللی نسبت به طرح‌های پیشین دارای مزایای زیادی بود که از جمله آن‌ها می‌توان به حجم مفید بیشتر ایستگاه، استفاده از تجربه طولانی روسیه در توسعه ایستگاه‌های فضایی، آماده‌سازی سریع‌تر، و توزیع هزینه‌های پروژه بین همه مشارکت‌کنندگان اشاره کرد. قرار بر این شد که از تمام برنامه‌های کشورهای مشارکت‌کننده در ساخت و توسعه ایستگاه فضایی بین‌المللی استفاده شود. این برنامه‌ها شامل ایستگاه فضایی میر-۲، ایستگاه فضایی آزادی، آزمایشگاه کلمبوس، و آزمایشگاه کیبو بود.

### پروژه شاتل-میر
در همین حال و به منظور آماده‌سازی، هماهنگی سامانه‌ها و آشنایی کارشناسان طرفین پروژه با سامانه‌های فضایی یکدیگر، توافق‌نامه دیگری با هدف «همکاری بین ایالات متحده آمریکا و فدراسیون روسیه برای استفاده از فضا برای مقاصد صلح‌آمیز» در سال ۱۹۹۲ بین بوریس یلتسین و جرج بوش (پدر) امضاء شد که برنامه شاتل-میر نام دارد. اجرای این توافق‌نامه گامی عمده پیش از ساخت ایستگاه بین‌المللی بود و به «فاز یکم» مشهور است («فاز دوم» ساخت ایستگاه بین‌المللی است).
برنامه شاتل-میر امکان سفر فضانوردان آمریکایی به ایستگاه فضایی میر، توسعه سامانه‌های لازم برای اتصال شاتل فضایی آمریکا به ایستگاه، و امکان پرواز فضانوردان روسی با شاتل فضایی را فراهم آورد. همچنین کارشناسان آمریکایی به دانش و تجربه روسیه در زمینه اقامت بلندمدت انسان در فضا دسترسی پیدا کردند. در پی این موافقت‌نامه، فضاپیماهای شاتل آمریکایی در ۱۲ نوبت بین سال‌های ۱۹۹۴ تا ۱۹۹۸ به ایستگاه فضایی میر متصل شدند. این دومین همکاری فضایی آمریکا و روسیه پس از پروژه آپولو-سایوز محسوب می‌شود، و سابقه همکاری دو کشور در آن پروژه، در تسریع روند برنامه شاتل-میر بی‌تاثیر نبوده است.

### مشارکت اروپا و ژاپن
سازمان فضایی اروپا دارای تجربه در ساخت ایستگاه فضایی نیست، اما فضانوردان این سازمان چندین بار در قالب برنامه‌های مشترک به ایستگاه فضایی میر سفر کرده بودند. آزمایشگاه فضایی کلمبوس در اصل به عنوان یک آزمایشگاه مداری مستقل طراحی شده بود. پس از ورود اروپا به پروژه ایستگاه فضایی بین‌المللی، تغییراتی در طراحی آزمایشگاه داده، قابلیت اتصال به ایستگاه در آن تعبیه شد. مشارکت دیگر اروپا در این پروژه، فرستادن فضاپیمای ترابری خودکار توسط موشک پرقدرت آریان-۵ به ایستگاه فضایی است.
سازمان فضایی ژاپن نیز به مانند همتای اروپایی خود، آزمایشگاه فضایی کیبو را به عنوان آزمایشگاه مداری مستقل طراحی کرده بود. آن طرح نیز مانند طرح کلمبوس تبدیل به یکی از بخش‌های ایستگاه فضایی بین‌المللی شد.

### نام‌گذاری ایستگاه فضایی
این ایستگاه به‌طور رسمی با نام «ایستگاه فضایی بین‌المللی» شناخته می‌شود. در آغاز پروژه، ناسا نام «آلفا» را برای ایستگاه پیشنهاد کرده بود، اما این نام با مخالفت سازمان فضایی روسیه مواجه و کنار گذاشته شد. از نظر روس‌ها، حرف «آلفا» به عنوان «نخستین» حرف الفبای یونانی بیانگر گام «نخست» در ساخت ایستگاه‌های فضایی است، درحالی‌که این پروژه به عنوان نسل سوم ایستگاه‌های فضایی شناخته می‌شود. سازمان فضایی روسیه نام «آتلانت» را پیشنهاد کرد که آن هم به علت شباهت به نام فضاپیمای آتلانتیس، مورد قبول واقع نشد. معدودی از منابع آمریکایی هنوز نام «آلفا» را به‌طور غیررسمی برای ایستگاه به‌کار می‌برند.

## فضاپیماهای پشتیبانی

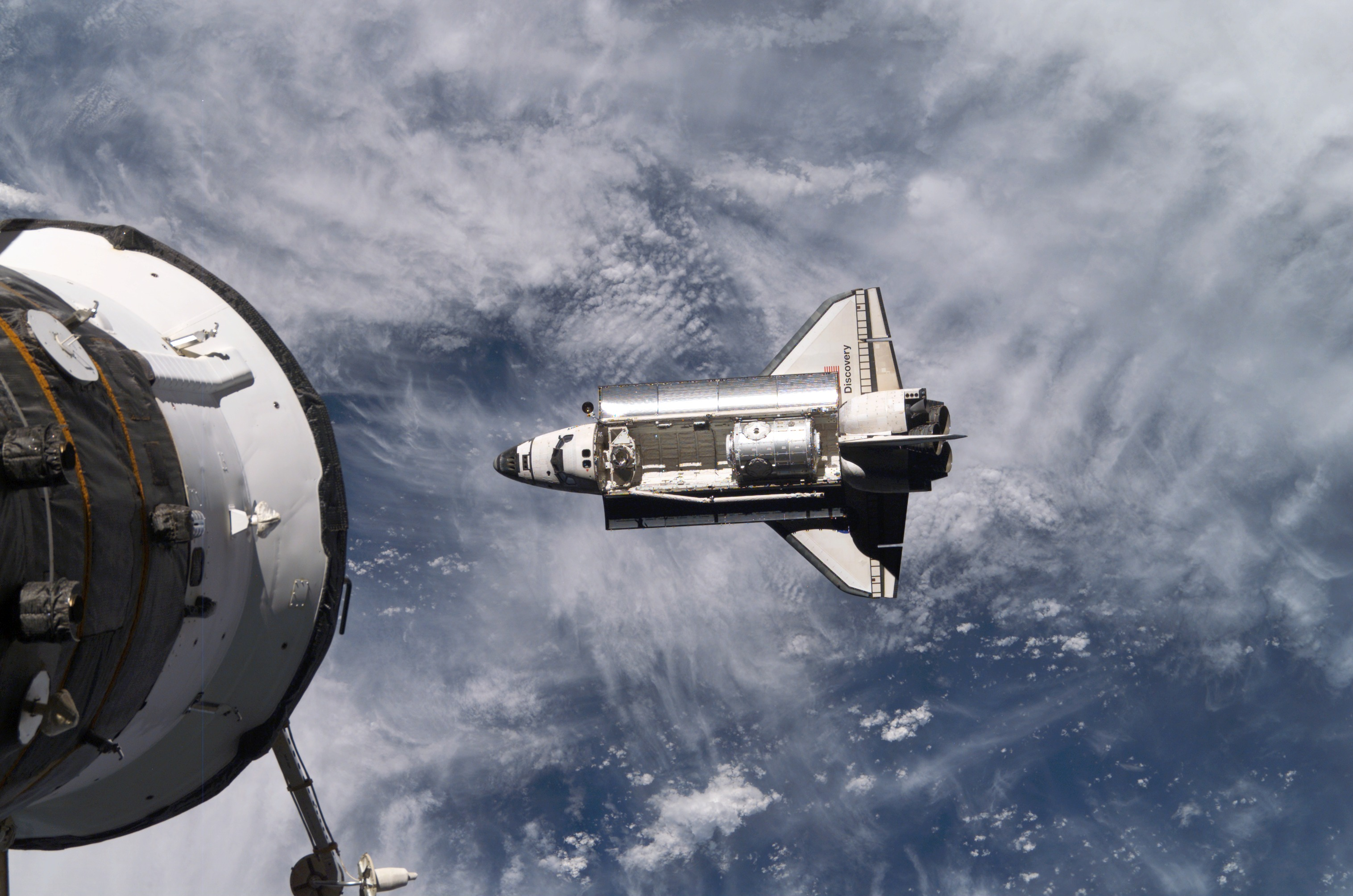
شاتل دیسکاوری در حال نزدیک شدن به ایستگاه؛ بخش هارمونی در محفظهٔ بار شاتل دیده می‌شود.

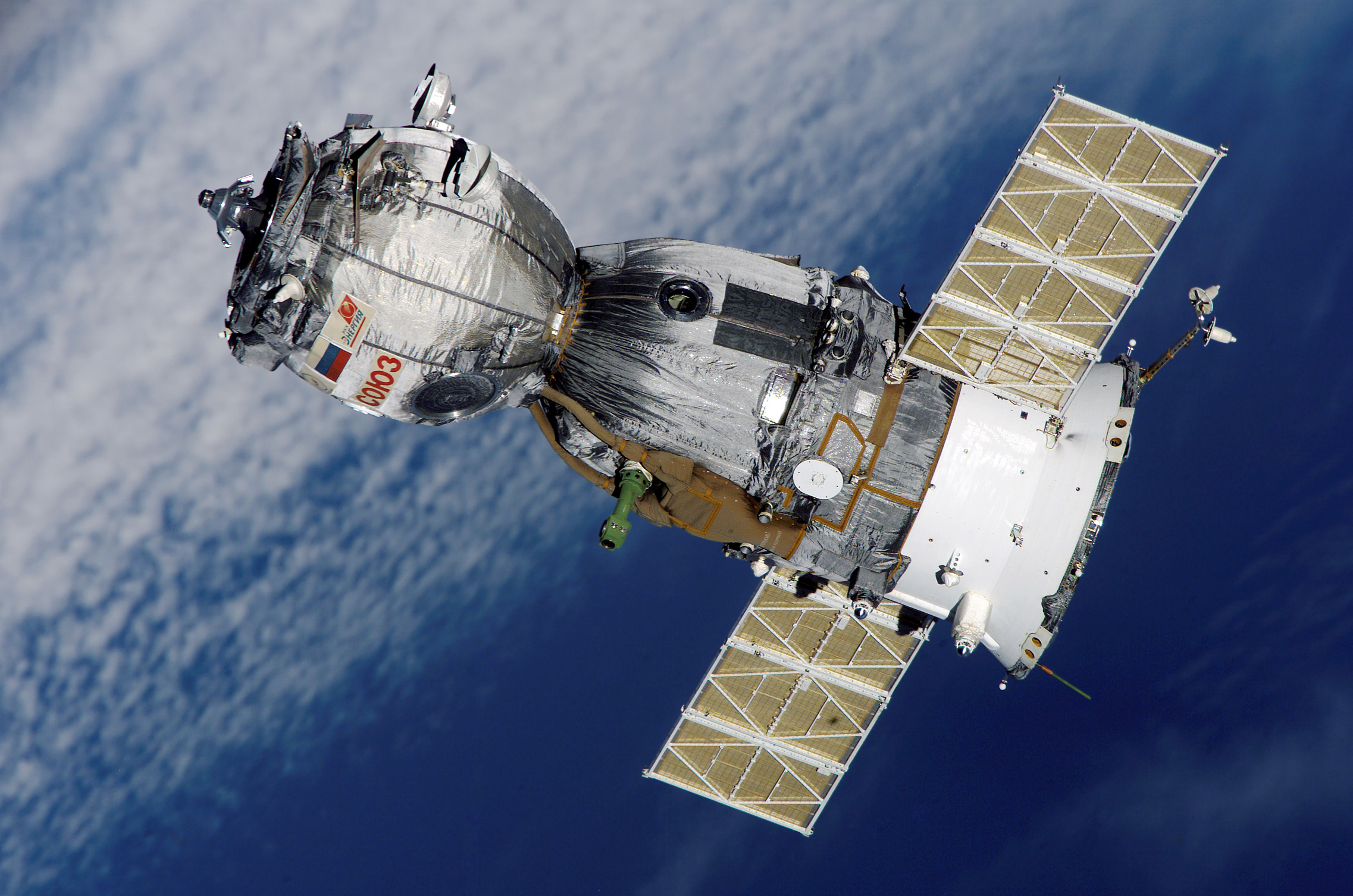
فضاپیمای سایوز پس از جدا شدن از ایستگاه

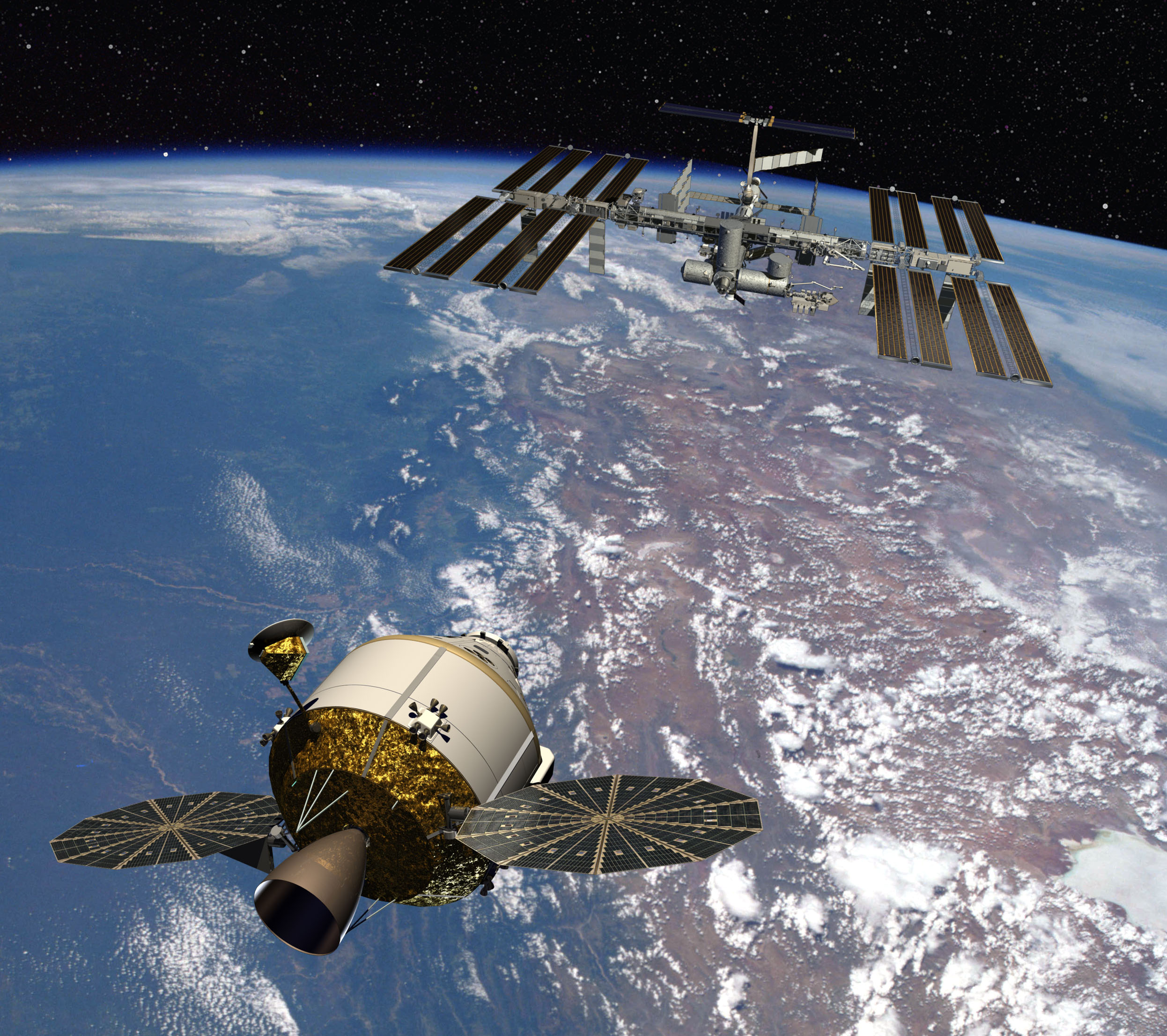
پرواز فضاپیمای اوریون در دهه آینده به ایستگاه آغاز خواهد شد.

برای حمل و نقل فضانوردان، رساندن وسایل مورد نیاز زندگی آن‌ها، ابزار آزمایشگاهی و قطعات و قسمت‌های جدید برای گسترش فضای ایستگاه فضایی بین‌المللی از فضاپیماهای روسی، آمریکایی و اروپایی استفاده می‌شود.

### فضاپیماهای فعلی
|       | فضاپیما        | مأموریت           | درگاه اتصال | متصل‌شده در (UTC) | جداشدن در (UTC) | یادداشت‌ها |
| ----- | -------------- | ----------------- | ----------- | ---------------- | --------------- | --------- |
| روسیه | Progress M-14M | Progress 46 Cargo | پیرس        | ۲۸ ژانویه ۲۰۱۲   | ۲۴ آوریل ۲۰۱۲   |           |

- روسیه (روسکاسموس): فضاپیمای سایوز برای نقل و انتقال فضانوردان؛ تخلیه اضطراری فضانوردان از ایستگاه؛ هر فضاپیمای سایوز می‌تواند تا ۶ ماه به ایستگاه فضایی بین‌المللی متصل باقی بماند.
- روسیه (روسکاسموس): فضاپیمای پروگرس برای پشتیبانی ایستگاه فضایی بین‌المللی؛ ترابری، حمل بار، مواد، وسایل و ابزار مورد نیاز برای زندگی و کار و پژوهش؛ اصلاح مدار ایستگاه؛ تخلیه زباله و دور ریختنی‌های ایستگاه
- اروپا (اِسا): فضاپیمای ترابری خودکار برای پشتیبانی ایستگاه فضایی بین‌المللی؛ ترابری، حمل بار، مواد، وسایل و ابزار مورد نیاز برای زندگی و کار و پژوهش؛ اصلاح مدار ایستگاه؛ تخلیه زباله و دور ریختنی‌های ایستگاه
- آمریکا (ناسا): فضاپیمای دراگن برای پشتیبانی ایستگاه فضایی بین‌المللی؛ ترابری، حمل بار، مواد، وسایل و ابزار مورد نیاز برای زندگی و کار و پژوهش؛ بازگرداندن بار و نتایج آزمایش‌ها از ایستگاه به زمین[۲۳]

### فضاپیماهای پیشین
- آمریکا (ناسا): ناوگان شاتل فضایی برای رساندن بخش‌های جدید ایستگاه، ابزار و وسایل مورد نیاز، و نقل و انتقال فضانوردان. سه فروند شاتل فضایی با نام‌های اندور، دیسکاوری و آتلانتیس به کار پشتیبانی ایستگاه فضایی گمارده شده بودند. این ناوگان از سال ۱۹۹۸ تا ۲۰۱۱ تقریباً فقط به ساخت و پشتیبانی ایستگاه فضایی بین‌المللی اختصاص داده شده بود.[۴۹] فضاپیمای کلمبیا، نخستین فضاپیمای این ناوگان و یکی از فضاپیماهای پشتیبانی ایستگاه فضایی بین‌المللی، در راه بازگشت از ایستگاه در روز ۱۲ بهمن ۱۳۸۱ منفجر شد و تمامی ۷ سرنشین آن کشته شدند.[۵۰]

### برنامه‌ریزی شده برای آینده

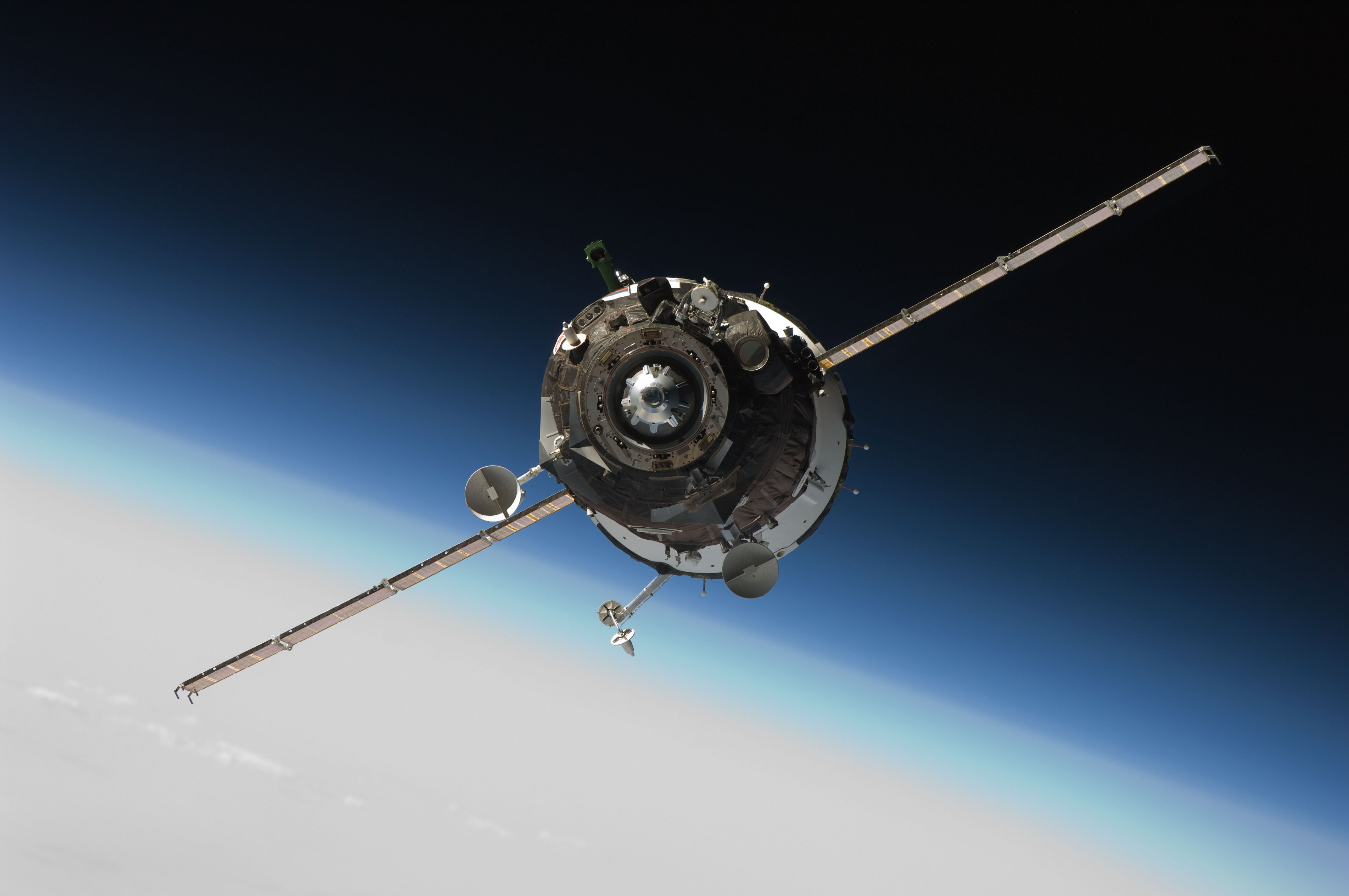
فضاپیمای سایوز تی‌ام‌ای-۱۶ در حالت ویژه برای نزدیکی به ایستگاه فضایی بین‌المللی حامل فضانورد آمریکایی ناسا جفری ویلیامز و فضانورد روسی ماکسیم سورایف (فرمانده سفینه)

- ژاپن (جاکسا): فضاپیمای ترابری اچ-۲ برای پشتیبانی آزمایشگاه فضایی کیبو (برنامه‌ریزی شده برای ۲۰۰۹)[۵۱]
- روسیه (روسکاسموس): فضاپیمای پاروم برای حمل بار به ایستگاه، و یدک‌کشیدن محموله‌ها و فضاپیماهای دیگر از مدار زمین به ایستگاه فضایی بین‌المللی (برنامه‌ریزی شده برای ۲۰۰۹)[۵۲]
- آمریکا (ناسا): فضاپیمای اریون برای نقل و انتقال فضانوردان؛ حمل بار (برنامه‌ریزی شده برای ۲۰۱۴)[۵۳]

### پیشنهاد شده برای آینده
- آمریکا (شرکت اسپیس‌اکس): فضاپیمای سرنشین‌دار دراگن برای نقل و انتقال فضانوردان (پیش‌بینی شده برای ۲۰۱۰)[۵۴]
- روسیه (روسکاسموس): فضاپیمای شاتل کلیپر برای نقل و انتقال فضانوردان؛ حمل بار و ابزار و ادوات مورد نیاز (پیش‌بینی شده برای ۲۰۱۲)
- اروپا-روسیه: سایوز-کی (موسوم به یورو-سایوز یا ACTS) برای نقل و انتقال فضانوردان؛ حمل بار و ابزار و ادوات مورد نیاز (پیش‌بینی شده برای ۲۰۱۴)[۵۵]

## ایستگاه‌های پرتاب فضاپیما
- پایگاه فضایی بایکونور (جمهوری قزاقستان - قبلاً جزئی از اتحاد جماهیر شوروی). این پایگاه تا سال ۲۰۵۰ در اجاره روسیه است.
- پایگاه فضایی کندی (ایالات متحده آمریکا)
- پایگاه فضایی گویان در گویان فرانسه (سازمان فضایی اروپا)

## نگارخانه

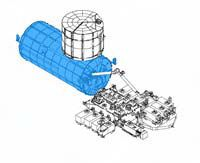
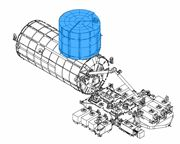
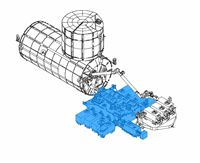
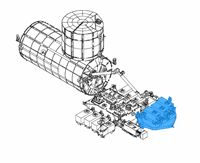
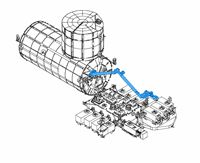